# Kostel Panny Marie Pomocné (Zlaté Hory)
Poutní kostel Panny Marie Pomocné (také Maria Hilf) se nachází asi tři kilometry jižním směrem od Zlatých Hor a jeden kilometr pod vrcholem Příčného vrchu v okrese Jeseník. V první polovině 18. století zde byla vystavěna dřevěná kaple, později přestavěná na kostel. Bohoslužby v kostele se konaly až do roku 1955, kdy je komunistické úřady zastavily a vydaly také zákaz konání poutí. Navzdory snahám věřících kostel poté podlehl devastaci a režim rozhodl o jeho demolici. V roce 1973 byl kostel vyhozen do povětří a buldozery srovnán se zemí.
V únoru 1990 byl ustaven přípravný výbor pro obnovu poutního místa. Dne 22. dubna téhož roku Svatý otec Jan Pavel II. za účasti statisíců věřících posvětil na Velehradě základní kámen pro stavbu nové mariánské svatyně. V dubnu 1993 byly zahájeny stavební práce, olomoucký arcibiskup Jan Graubner posvětil nový poutní kostel 23. září 1995.

## Pověst o zrodu poutního místa
V době třicetileté války za vpádu švédských vojsk utekla Anna Tannheiserová, která byla v požehnaném stavu, na horu Boží Dar (Gottesgabe). V tísni prosila Svatou Pannu o přímluvu a byla vyslyšena, porodila zdravého syna Martina. Ten se později stal váženým občanem a městským radním. Z vděčnosti za záchranu při svém narození přikázal v poslední vůli, aby byl na místě zavěšen obraz Panny Marie. Příkaz splnila jeho dcera Marie Weisová a nechala v roce 1718 zhotovit malířem Šimonem Schwarzerem kopii slavného obrazu pasovské Madony s dítětem namalovaného Lucasem Cranachem st. (1472–1553). Zlatohorská kopie se od originálu liší oblečením a korunkami, které na něm nejsou. Obraz poté začal přitahovat zástupy poutníků.
Během 10 let byla na místě postavena kaple. Později v ní byla zavěšena kopie obrazu Panny Marie Pomocné, protože původní obraz byl přenesen do farního kostela Nanebevzetí Panny Marie ve Zlatých Horách. V době josefínských reforem přišel několikrát příkaz k odstranění lesní kaple. Nebyl však proveden, protože se nenašel nikdo, kdo by jej byl ochoten splnit.
Kaple však přestávala rostoucímu počtu poutníků stačit. Roku 1830 přišel do tehdejšího Zuckmantlu arcikněz Philipp Dittrich, který chtěl vybudovat na místě kaple kostel. Na otázku, kde vezme v chudém kraji peníze, údajně odpověděl: „Znám jednu Paní, která vlastní neocenitelné bohatství a jejíž pomoci se nám určitě dostane. Tím spíše, že kostel bude určen k její oslavě."
Roku 1834 byl položen základní kámen poutního kostela. Vysvěcen byl na svátek Narození Panny Marie 8. září 1841. Postupně byla doplněna křížová cesta ve formě dvoumetrových kamenných pyramid, kaple sv. Anny, sv. Marty, lurdská jeskyně, vodní kaple se studánkou, poutní dům aj. Počet poutníků před 2. světovou válkou se pohyboval kolem 80–100 tisíc ročně. Válečné události Maria Hilf nepoškodily.

## V dobách komunistického režimu
V letech komunistické diktatury byly pod různými záminkami zakázány nejdříve poutě. Jejich zákaz i zastavení bohoslužeb v kostele roku 1955 bylo odůvodněno prováděním důlních prací. Ředitelství Rudných dolů však o uzavření poutního kostela a okolního prostoru údajně nežádalo. Důvody se jeví jako vykonstruované i proto, že ostatním návštěvníkům, rekreantům ani dětem z blízké zotavovny nikdo v přístupu ke svatyni nebránil. Následovala celková devastace chrámu zvýrazněná zřejmě „řízeným vandalismem", která měla posloužit jako záminka k jeho likvidaci.
Postupně byly rozbity oltáře, lavice i varhany. Byla rozebrána kostelní dlažba a mramorové obložení, schodiště i zdivo kaplí. Z materiálu byla nedaleko postavena čekárna autobusové zastávky. Za této situace navštívili zlatohorského duchovního správce P. Eduarda Gottsmanna církevní tajemníci, okresní i krajský, a na starého nemocného kněze naléhali, aby jim podepsal souhlas s demolicí kostela. Nepodřídil se.
V roce 1968 byla ještě renovována střecha a chystala se generální oprava. O pět let později však musela církev lešení kolem chrámu rozebrat. Dne 22. listopadu 1973 byl kostel vyhozen do povětří a srovnán se zemí.
Zničení poutního místa se stalo předlohou pro jednu z dějových linií románu Kateřiny Tučkové Bílá Voda (2022).

## Po roce 1989
Již v roce 1990 bylo ustanoveno Sdružení pro obnovu poutního místa spojené s výstavbou Centra duchovní obnovy. V dubnu téhož roku byl posvěcen základní kámen papežem Janem Pavlem II. na Velehradě. Stavební práce započaly na jaře 1993.
Dne 23. září 1995 byl kostel posvěcen arcibiskupem Janem Graubnerem. Při slavnostní mši svaté koncelebrovali apoštolský nuncius Giovanni Coppa, světicí biskup Josef Hrdlička, polský biskup Alfons Nossol a více než 30 dalších kněží. Slavnostní mše se zúčastnilo 12 000 poutníků ze Slezska, Moravy, Čech, Německa a Polska.
V roce 1996 byl dobudován a dne 17. srpna téhož roku posvěcen klášter – poutní dům za účasti biskupa Hrdličky a asi 4000 poutníků.
Na místo zničeného kostela se tak vrátily poutě a mše se zde konají v češtině, němčině i polštině. Vzhledem k prvotnímu aspektu vzniku poutí je místo zasvěceno i Panně Marii Ochránkyni počatého života.
Nejvíce navštěvovaná je zářijová pouť tří národů za účasti poutníků a kněží z Česka, Německa a Polska. Jako poslední v poutní sezóně bývá mše za umučené politické vězně. Pravidelně se také koná noční křížová cesta; tato tradice pochází z doby totality, kdy nebylo možné chodit na křížové cesty ve dne.